# Чуракаево (Башкортостан)
Чуракаево (баш. Сураҡай) — село в Шафрановском сельсовете Альшеевского района Республики Башкортостан России.

## История
Основано в середине XVIII века башкирами деревни Ташлы Яик‑Суби‑Минской волости Ногайской дороги на собственных землях. Названо по имени сотника Чуракая Тюркеева.
Занимались скотоводством, земледелием, пчеловодством.
До 2008 года — административный центр упразднённого Чуракаевского сельсовета.

## География
Расположено на р. Курсак. Также рядом с селом протекает река Буласово.
Расстояние до:
- районного центра (Раевский): 20 км,
- центра сельсовета (Шафраново): 4 км,
- ближайшей железнодорожной станции (Шафраново): 4 км.

## Население
| 2002 | 2009 | 2010 |
| ---- | ---- | ---- |
| 561  | ↗568 | ↘477 |

Историческая численность населения: в 1795 в 15 дворах проживало 85 человек;, в 1865 в 45 дворах — 298 чел.; в 1906—533 чел.; 1917—761; 1920—623; 1939—442; 1959—368; 1989—507.
Живут башкиры, татары (2002).

## Инфраструктура
Начальная школа, фельдшерско‑акушерский пункт, дом культуры, библиотека.
В 1906 зафиксированы мечеть, 2 водяные мельницы.

## Известные уроженцы
- Муллабаев, Сагеряр Габдрахманович (1899—1977), поэт-импровизатор, участник Первой мировой и Великой Отечественной войн.
- Якшигулов, Кузямыш (1788—?), зауряд-есаул, воин 13-го башкирского полка, штурмовавшего Париж. Он имел две серебряные медали.